# Daniel Bodo von der Schulenburg
Daniel Bodo von der Schulenburg (ur. 21 grudnia 1662 w Emden, zm. 15 grudnia 1732 tamże) – królewsko-polski i elektorsko-saski generał pułkownik.
Wywodził się z brandeburskiego rodu Schulenburgów. Był synem brandenburskiego tajnego radcy Gustava Adolfa von der Schulenburga. Od 1715 posługiwał się tytułem grafa. 